# گورنه (استان وارمی-ماسوری)
گورنه (به لاتین: Górne) یک روستا در لهستان است که در گمینا گووداپ واقع شده‌است.